# Steffie van der Peet
Steffie van der Peet (* 10. September 1999 in Den Haag) ist eine niederländische Bahnradsportlerin.

## Sportliche Laufbahn
Im Alter von sieben Jahren begann Steffie van der Peet mit dem Radsport. Zunächst bestritt sie Querfeldeinrennen. Mit 15 wurde sie in das niederländische olympische Trainingszentrum Papendal eingeladen und spezialisierte sich auf die Kurzzeitdisziplinen im Bahnradsport.
2016 errang van der Peet erste internationale Erfolge: Sie wurde gemeinsam mit Hetty van de Wouw Junioren-Europameisterin im Teamsprint und errang Bronze im Keirin. Auf nationaler Ebene gewann sie drei Junioren-Titel auf der Bahn. Im Jahr darauf wurde sie Junioren-Vizeweltmeisterin im Keirin und belegte bei den Junioren-Europameisterschaften Platz drei im Sprint. Ab 2018 startete sie in der U23-Klasse und holte bei den U23-Europameisterschaften Silber im Keirin, 2019 zwei Silbermedaillen im Keirin und Teamsprint.
2019 hatte van der Peet ihr Debüt in der Elite: Gemeinsam mit Kyra Lamberink und Shanne Braspennincx startete sie bei den Bahneuropameisterschaften vor heimischem Publikum in Apeldoorn und bestritt die erste Runde des Wettbewerbs. Das Trio gewann Bronze. 2021 wurde sie mit Braspennincx, Lamberink und Hetty van de Wouw Europameisterin im Teamsprint und zudem erstmals niederländische Meisterin, im 500-Meter-Zeitfahren. Im Jahr darauf errang sie (mit Lamberink, van de Wouw und Laurine van Riessen) Gold im Teamsprint beim Lauf des Nations’ Cup in Glasgow, bei den Weltmeisterschaften wurde sie Dritte im Keirin. Bei zwei Läufen der UCI Track Champions League 2022 gewann sie den Keirin-Wettbewerb und belegte in der Gesamtwertung der Kurzzeitdisziplinen Platz fünf.
Bei den Bahnradsport-Europameisterschaften 2023 und 2024 holte Steffie van der Peet Bronze im Teamsprint zusammen mit Lamberink und van de Wouw. Bei den Olympischen Spielen 2024 vertrat sie die Niederlande in den drei Kurzzeit-Disziplinen Teamsprint, Sprint und Keirin. Bei den Europameisterschaften 2025 gewann sie im Keirin ihren ersten großen Titel in einer individuellen Disziplin, zudem mit van de Wouw und Kimberly Kalee Gold im Teamsprint.

## Diverses
Steffie van der Peet studiert Biologie an der Universität Wageningen (Stand 2019).
Im Dezember 2022 wurde sie mit dem Haagse Sportprijs  ausgezeichnet.

## Erfolge
2016
- Junioren-Europameisterin – Teamsprint (mit Hetty van de Wouw)
- Junioren-Europameisterschaft – Keirin
- Niederländische Junioren-Meisterin – Sprint, Keirin, 500-Meter-Zeitfahren

2017
- Junioren-Weltmeisterschaft – Keirin
- Junioren-Europameisterschaft – Sprint

2018
- U23-Europameisterschaft – Keirin

2019
- U23-Europameisterschaft – Keirin, Teamsprint (mit Hetty van de Wouw)
- Europameisterschaft – Teamsprint (mit Kyra Lamberink und Shanne Braspennincx)

2021
- Europameisterin – Teamsprint (mit Shanne Braspennincx, Hetty van de Wouw und Kyra Lamberink)
- Europameisterschaften (U23) – Zeitfahren
- Niederländische Meisterin – 500-Meter-Zeitfahren

2022
- Nations’ Cup in Glasgow - Teamsprint (mit Kyra Lamberink, Hetty van de Wouw und Laurine van Riessen)
- Europameisterschaft – Teamsprint (mit Kyra Lamberink, Hetty van de Wouw und Shanne Braspennincx)
- Weltmeisterschaft – Keirin
- Niederländische Meisterin – Sprint, Keirin
- Track Champions League – zwei Einzelsiege

2023
- Europameisterschaft – Teamsprint (mit Kyra Lamberink und Hetty van de Wouw)

2024
- Europameisterschaft – Teamsprint (mit Kyra Lamberink und Hetty van de Wouw)
- Weltmeisterschaft – Teamsprint (mit Kimberly Kalee, Hetty van de Wouw und Kyra Lamberink)
- Nations Cup in Milton – Teamsprint (mit Kyra Lamberink und Hetty van de Wouw)
- Niederländische Meisterin – Sprint, Keirin

2025
- Europameisterin – Keirin, Teamsprint (mit Kimberly Kalee und Hetty van de Wouw)
- Nations Cup in Konya – Teamsprint (mit Kimberly Kalee und Hetty van de Wouw)